# Boris Singh Thangjam
Boris Singh Thangjam (Imphal, 3 gennaio 2000) è un calciatore indiano, centrocampista del FC Goa.

## Carriera

### Club
Ha giocato nella prima divisione indiana.

### Nazionale
Ha giocato nelle nazionali giovanili indiane Under-17 ed Under-20.
Nel 2025 ha esordito nella nazionale maggiore indiana.

## Statistiche

### Presenze e reti nei club
| Stagione                     | Squadra                      | Campionato                   | Campionato | Campionato | Coppe nazionali | Coppe nazionali | Coppe nazionali | Coppe continentali | Coppe continentali | Coppe continentali | Altre coppe | Altre coppe | Altre coppe | Totale | Totale |
| Stagione                     | Squadra                      | Comp                         | Pres       | Reti       | Comp            | Pres            | Reti            | Comp               | Pres               | Reti               | Comp        | Pres        | Reti        | Pres   | Reti   |
| ---------------------------- | ---------------------------- | ---------------------------- | ---------- | ---------- | --------------- | --------------- | --------------- | ------------------ | ------------------ | ------------------ | ----------- | ----------- | ----------- | ------ | ------ |
| 2017-2018                    | Indian Arrows                | IL                           | 12         | 1          | SC              | 1               | 0               | -                  | -                  | -                  | -           | -           | -           | 13     | 1      |
| 2018-2019                    | Indian Arrows                | IL                           | 19         | 1          | SC              | 3               | 0               | -                  | -                  | -                  | -           | -           | -           | 22     | 1      |
| Totale Indian Arrows         | Totale Indian Arrows         | Totale Indian Arrows         | 31         | 2          |                 | 2               | 0               |                    | -                  | -                  |             | -           | -           | 33     | 2      |
| 2019-2020                    | ATK                          | ISL                          | 0          | 0          | -               | -               | -               | -                  | -                  | -                  | DC          | 1           | 0           | 1      | 0      |
| 2020-feb.2021                | ATK Mohun Bagan              | ISL                          | 0          | 0          | -               | -               | -               | AFC Cup            | 0                  | 0                  | -           | -           | -           | 0      | 0      |
| Totale ATK / ATK Mohun Bagan | Totale ATK / ATK Mohun Bagan | Totale ATK / ATK Mohun Bagan | 0          | 0          |                 | -               | -               |                    | 0                  | 0                  |             | 1           | 0           | 1      | 0      |
| feb.-giu.2021                | Jamshedpur                   | ISL                          | 3          | 1          | -               | -               | -               | -                  | -                  | -                  | -           | -           | -           | 3      | 1      |
| 2021-2022                    | Jamshedpur                   | ISL                          | 18         | 2          | -               | -               | -               | -                  | -                  | -                  | DC          | -           | -           | 18     | 2      |
| 2022-2023                    | Jamshedpur                   | ISL                          | 21         | 2          | SC              | 3               | 2               | -                  | -                  | -                  | DC          | 0           | 0           | 24     | 4      |
| Totale Jamshedpur            | Totale Jamshedpur            | Totale Jamshedpur            | 42         | 5          |                 | 3               | 2               |                    | 0                  | 0                  |             | 0           | 0           | 45     | 7      |
| 2023-2024                    | FC Goa                       | ISL                          | 22+3       | 2+1        | SC              | 3               | 0               | -                  | -                  | -                  | DC          | 2           | 0           | 30     | 3      |
| 2024-2025                    | FC Goa                       | ISL                          | 23+2       | 1          | SC              | 4               | 0               | -                  | -                  | -                  | DC+BT       | -+5         | -+1         | 34     | 2      |
| 2025-2026                    | FC Goa                       | ISL                          | 0          | 0          | SC              | 0               | 0               | AFC2               | 1                  | 0                  | -           | -           | -           | 1      | 0      |
| Totale Goa                   | Totale Goa                   | Totale Goa                   | 50         | 4          |                 | 7               | 0               |                    | 1                  | 0                  |             | 7           | 1           | 65     | 5      |
| Totale carriera              | Totale carriera              | Totale carriera              | 123        | 11         |                 | 13              | 2               |                    | 1                  | 0                  |             | 8           | 1           | 145    | 14     |

### Cronologia presenze e reti in nazionale
| Cronologia completa delle presenze e delle reti in nazionale ― India | Cronologia completa delle presenze e delle reti in nazionale ― India | Cronologia completa delle presenze e delle reti in nazionale ― India | Cronologia completa delle presenze e delle reti in nazionale ― India | Cronologia completa delle presenze e delle reti in nazionale ― India | Cronologia completa delle presenze e delle reti in nazionale ― India | Cronologia completa delle presenze e delle reti in nazionale ― India | Cronologia completa delle presenze e delle reti in nazionale ― India |
| Data                                                                 | Città                                                                | In casa                                                              | Risultato                                                            | Ospiti                                                               | Competizione                                                         | Reti                                                                 | Note                                                                 |
| -------------------------------------------------------------------- | -------------------------------------------------------------------- | -------------------------------------------------------------------- | -------------------------------------------------------------------- | -------------------------------------------------------------------- | -------------------------------------------------------------------- | -------------------------------------------------------------------- | -------------------------------------------------------------------- |
| 19-3-2025                                                            | Shillong                                                             | India                                                                | 3 – 0                                                                | Maldive                                                              | Amichevole                                                           | -                                                                    | 61’                                                                  |
| 25-3-2025                                                            | Calcutta                                                             | India                                                                | 0 – 0                                                                | Bangladesh                                                           | Qual. Coppa d'Asia 2027                                              | -                                                                    |                                                                      |
| 4-6-2025                                                             | Pathum Thani                                                         | Thailandia                                                           | 2 – 0                                                                | India                                                                | Amichevole                                                           | -                                                                    | 81’                                                                  |
| 10-6-2025                                                            | Hong Kong                                                            | Hong Kong                                                            | 1 – 0                                                                | India                                                                | Qual. Coppa d'Asia 2027                                              | -                                                                    | 79’                                                                  |
| Totale                                                               |                                                                      | Presenze                                                             | 4                                                                    |                                                                      | Reti                                                                 | 0                                                                    |                                                                      |

## Palmarès

### Club

#### Competizioni nazionali
- ISL Shield: 1

Jamshedpur: 2021-2022
- Bandodkar Trophy: 1

Goa: 2024
- Super Cup: 1

Goa: 2025